# پپرمینت (زن‌پوش)
پپرمینت (به انگلیسی: Peppermint) بازیگر، زن‌پوش، ترانه‌سرا آمریکایی است.
او یک درگ کویین است